# Autoritatea Națională Palestiniană

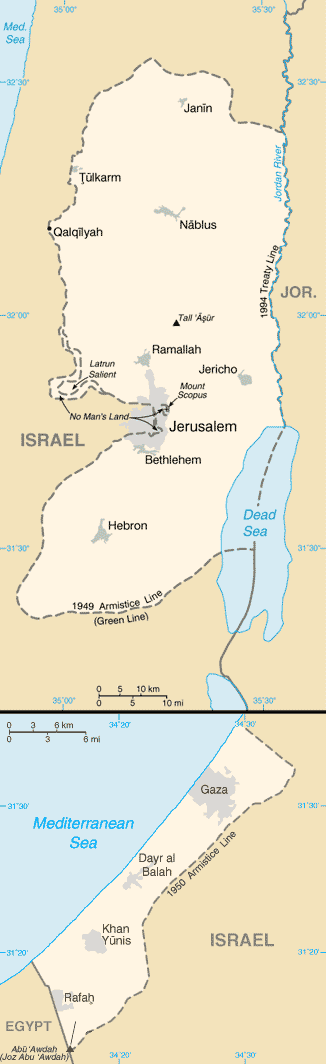
Harta zonelor administrate de Autoritatea Palestiniană. Sus: Cisiordania. Jos: Fâșia Gaza

Autoritatea Națională Palestiniană (arabă السلطة الوطنية الفلسطينية as-Sulṭa al-Waṭanīya al-Filasṭīnīya) este organismul interimar de autoguvernare înființat în 1994 ca urmare a Acordului Gaza-Ierihon să guverneze Fâșia Gaza (360 kmp) și 41% din teritoriul Cisiordaniei: Zonele A (972 kmp) și B (1.344 kmp – în colaborare cu Israelul) ca urmare a Acordurilor de la Oslo. În urma alegerilor din 2006 și conflictului ulterior din Gaza între organizațiile Fatah și Hamas, autoritatea sa s-a extins numai în zonele A și B din Cisiordania. Fâșia Gaza a ajuns sub controlul exclusiv al organizației islamiste-teroriste Hamas. Din ianuarie 2013, Autoritatea Palestiniană controlată de Fatah și-a limitat încercările de tratative cu Israelul și a început să utilizeze numele de „Statul Palestina” pe documentele oficiale, în urma unui vot al Adunării Generale a ONU din 29 noiembrie 2012 prin care a primit statutul de „stat observator nemembru al ONU”. Rezoluția a fost adoptată cu 138 de voturi pentru, 9 împotrivă și 41 de abțineri.

## Situația geo-politică
Autoritatea Palestiniană este o regiune politică autonomă care exercită controlul civil asupra majorității teritoriului Cisiordaniei. Cu excepția Fâșiei Gaza, aflată în exclusivitate sub conducerea Hanasului, controlul militar este exercitat de Israel. În afara Israelului, teritoriul se învecinează cu Egiptul, Iordania și Marea Mediterană. Statutul de autonomie al Autorității Palestiniene garantează, în viitor, un control palestinian asupra teritoriului național și asupra graniței cu Iordania (în prezent controlul este deținut de Israel). Controlul graniței cu Egiptul este exercitat de palestinieni. Autoritatea Națională Palestiniană nu este identică cu Statul Palestina proclamat în exil la Alger de Yasser Arafat, liderul Organizației pentru Eliberarea Palestinei în noiembrie 1988, în schimb acel stat declarat independent a fost de atunci recunoscut de 96 state. Reprezentanțele diplomatice ale Organizației de Eliberare a Palestinei în acele state au devenit ambasade ale Statului Palestina, încă neconstituit ca atare pe o parte din teritoriul Palestinei istorice. Alte 12 state și Uniunea Europeană au stabilit un anumit grad de relații diplomatice cu Organizația de Eliberare a Palestinei.
Autoritatea Națională Palestiniană, formată în virtutea acordurilor de la Oslo dintre Organizația pentru Eliberarea Palestinei și Israel, care s-au recunoscut reciproc, urma în viitor, din punctul de vedere al arabilor palestineni, să devină baza pentru constituirea statului arab numit Palestina. Între timp, lucrurile s-au complicat: numeroase atentate teroriste palestinene contra populației civile israeliene și a armatei israeliene, precum și a Doua Intifada din 2000–2004 au determinat Israelul să întârzie implementarea acordurilor. Aceste evenimente au dus la blocarea procesului de pace între Israel și arabii palestineni, la menținerea ocupației militare, și la amânarea constituirii statului arab palestinian independent care să conviețuiască în pace cu statul evreiesc vecin.

## Populație
Majoritatea locuitorilor Autorității Naționale Palestiniene sunt palestinieni arabi. În urma fondării unor colonii, începând cu 1967, circa 450.000 de evrei israelieni (2016 - fără Ierusalimul de Est) locuiesc în teritorii disputate între Israel și Autoritatea Națională Palestiniană.

## Economie și circulație
Atât dezvoltarea economică cât și cea comercială sunt îngreunate de fragmentarea teritoriulului autorității în Cisiordania, dar și din cauză că mare parte din PIB - și așa mic datorită subdezvoltării economice - și donațiile din lumea întreagă nu ajung să contribuie la dezvoltarea economică, ci se folosesc la înarmarea și subvenționarea diferitelor grupe de gherilă antiisraeliană și a liderilor palestinieni (Yasser Arafat i-a lăsat moștenire soției Suha Arafat 30 de milioane de dolari la o bancă elvețiană).
În Gaza se află un aeroport și un port. Un sistem de străzi face legătura între exclave, însă acesta este frecvent blocat de forțele de ordine israeliene, din cauza atacurilor teroriste arabe.
Dezvoltarea economică și socială este foarte redusă. Populația palestiniană suferă din cauza lipsei canalizării, a drumurilor publice suficiente, a școlilor, grădinițelor și în general a locurilor de muncă în număr suficient. Preocupați cu înarmarea și obsedați de ideea distrugerii Israelului, liderii politici și administrativi palestinieni au făcut prea puțin pentru propria populație.
Gaza este una dintre cele mai aglomerate regiuni din lume, iar nivelul de trai, ridicat în timpul dominației israeliene, după mulți ani de administrație palestiniană a devenit inferior chiar și celui din state slab dezvoltate.

## Istoric
Teritoriile care formează Autoritatea Națională Palestiniană s-au aflat în trecut sub control britanic. În 1948, în timpul războiului declanșat de șapte țări arabe împotriva noului stat Israel (imediat după proclamația independenței sale), Cisiordania a fost ocupată de Iordania, iar Fâșia Gaza de Egipt.
În Războiul de șase zile din 1967, Iordania a pierdut Cisiordania (cu tot cu Ierusalimul de Est) și Egiptul a pierdut Fâșia Gaza, care au fost ocupate de armata israeliană.
Prin acordurile de la Oslo s-a decis acordarea statutului actual de autonomie la o parte din aceste două teritorii.

## Politică
Principalul scop al politicii Autorității Naționale Palestiniene este înființarea unui stat al palestinienilor, cu capitala în Ierusalimul de Est (în arabă : al-Quds). Unele grupări palestiniene (de exemplu Hamas), consideră acest deziderat politic drept trădare și luptă pentru desființarea Israelului și, după aruncarea evreilor în mare, crearea unui stat palestinian între Iordan și Marea Mediterană. Din cauza acestui disens, atentatelor teroriste palestiniene le cad victime și palestinieni.
Autoritatea Națională Palestiniană, care are un statut de „Observator permanent” la ONU, tipărește pașapoarte și timbre proprii. Unele state, printre care, statele fostului grup sovietic, inclusiv România, acceptă ca misiunea de interese palestiniene să-și acorde titlul de Ambasadă.

## Orașe importante
- Gaza
- Hebron
- Ierihon
- Ramala
- Betleem